# Représentations diplomatiques du Malawi

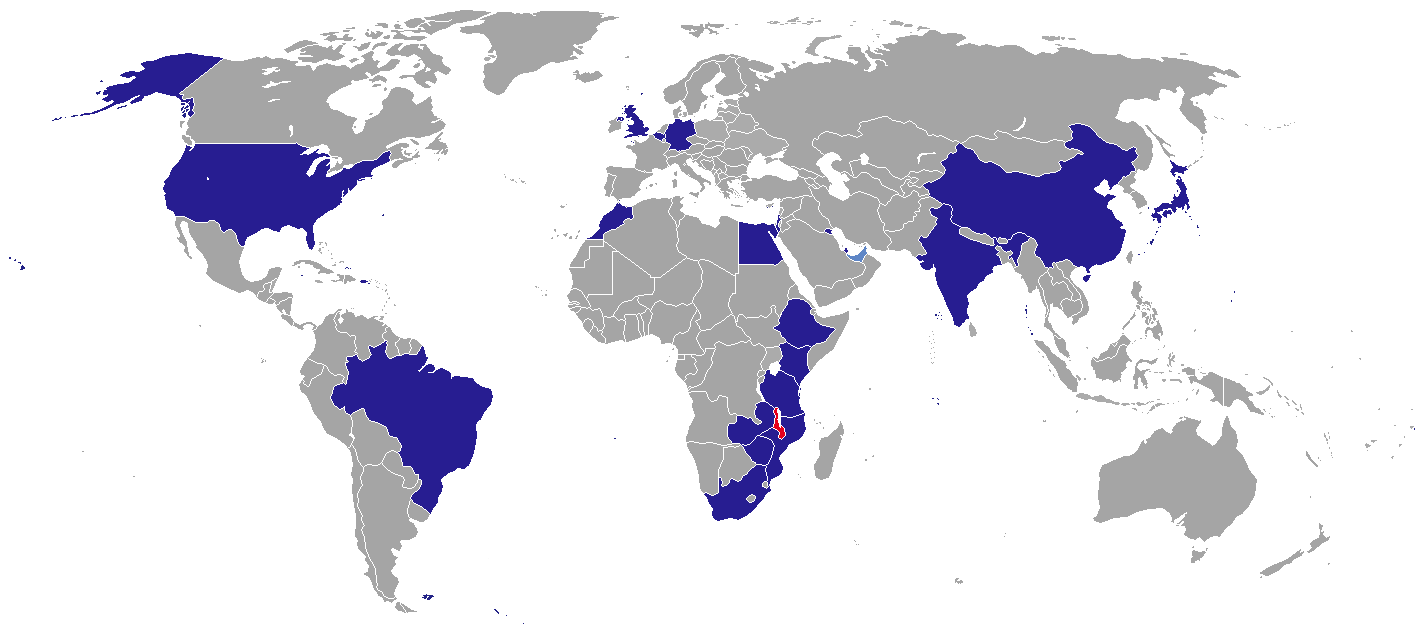
Pays hébergeant une représentations diplomatique du Malawi.

Liste des représentations diplomatiques du Malawi, à l'étranger :

## Afrique
- Afrique du Sud
  - Pretoria (haut-commissariat)
  - Johannesburg (consulat général)
- Égypte
  - Le Caire (ambassade)
- Éthiopie
  - Addis-Abeba (ambassade)
- Kenya
  - Nairobi (haut-commissariat)
- Maroc
  - Rabat (ambassade)
  - Laâyoune (consulat général)
- Mozambique
  - Maputo  (haut-commissariat)
  - Tete (consulat)
- Tanzanie
  - Dar es Salam (ambassade)
- Zambie
  - Lusaka (haut-commissariat)
- Zimbabwe
  - Harare (ambassade)

## Amérique
- Brésil
  - Brasilia (ambassade)
- États-Unis
  - Washington (ambassade)

## Asie
- Chine
  - Pékin (ambassade)
  - Changsha (consulat général)
- Émirats arabes unis
  - Dubaï (consulat général)
- Inde
  - New Delhi (haut-commissariat)
- Israël
  - Tel Aviv (ambassade)
- Japon
  - Tokyo (ambassade)
- Koweït
  - Koweït (ambassade)
- Qatar
  - Doha (ambassade)

## Europe
- Allemagne
  - Berlin (ambassade)
- Belgique
  - Bruxelles (ambassade)
- Royaume-Uni
  - Londres (haut-commissariat)

## Organisations internationales
- Addis-Abeba (mission permanente auprès de l'Union africaine)
- Genève  (mission permanente auprès de l'Organisation des Nations unies)
- New York (mission permanente auprès de l'Organisation des Nations unies)

## Galerie

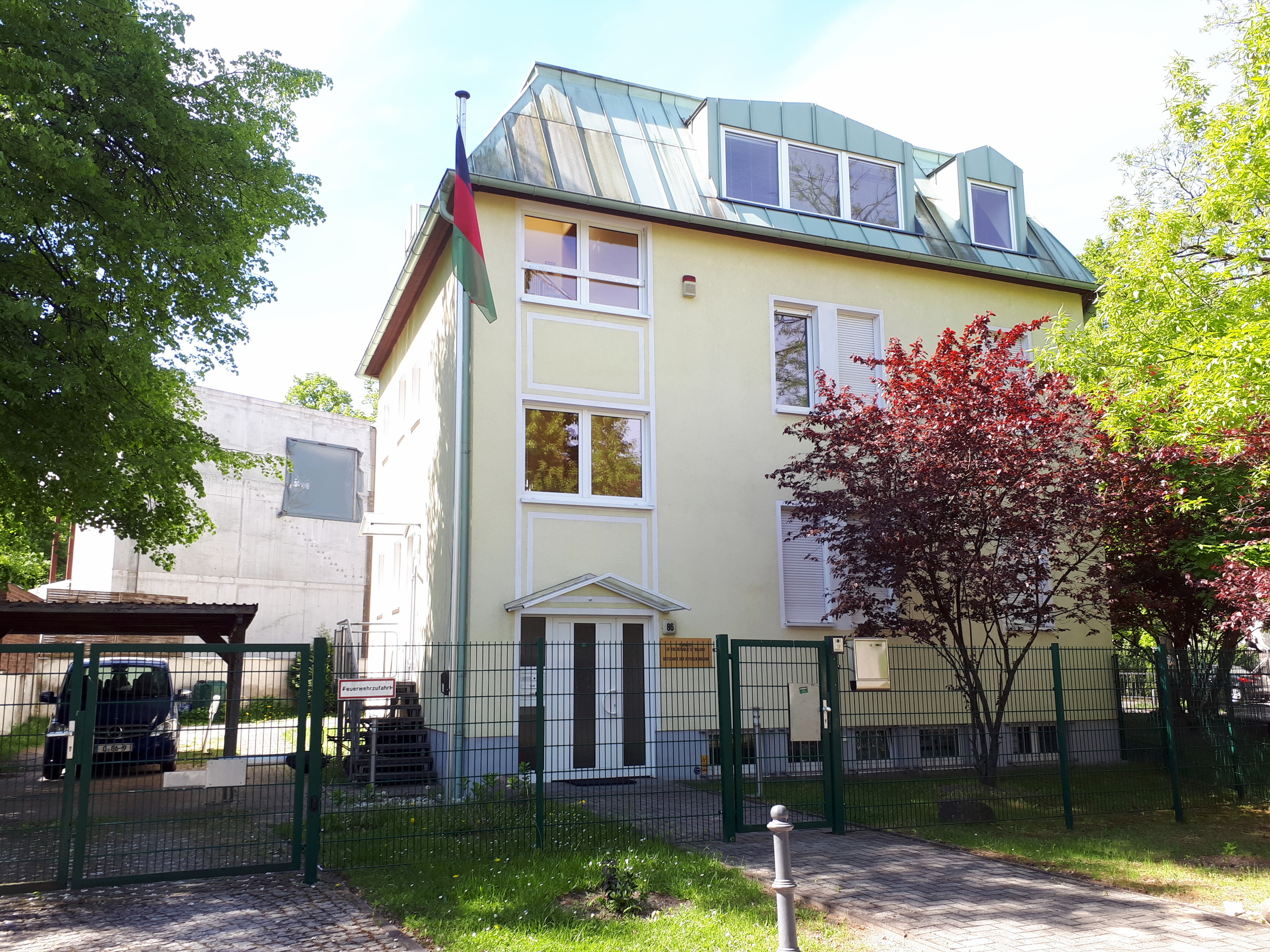
Ambassade à Berlin.
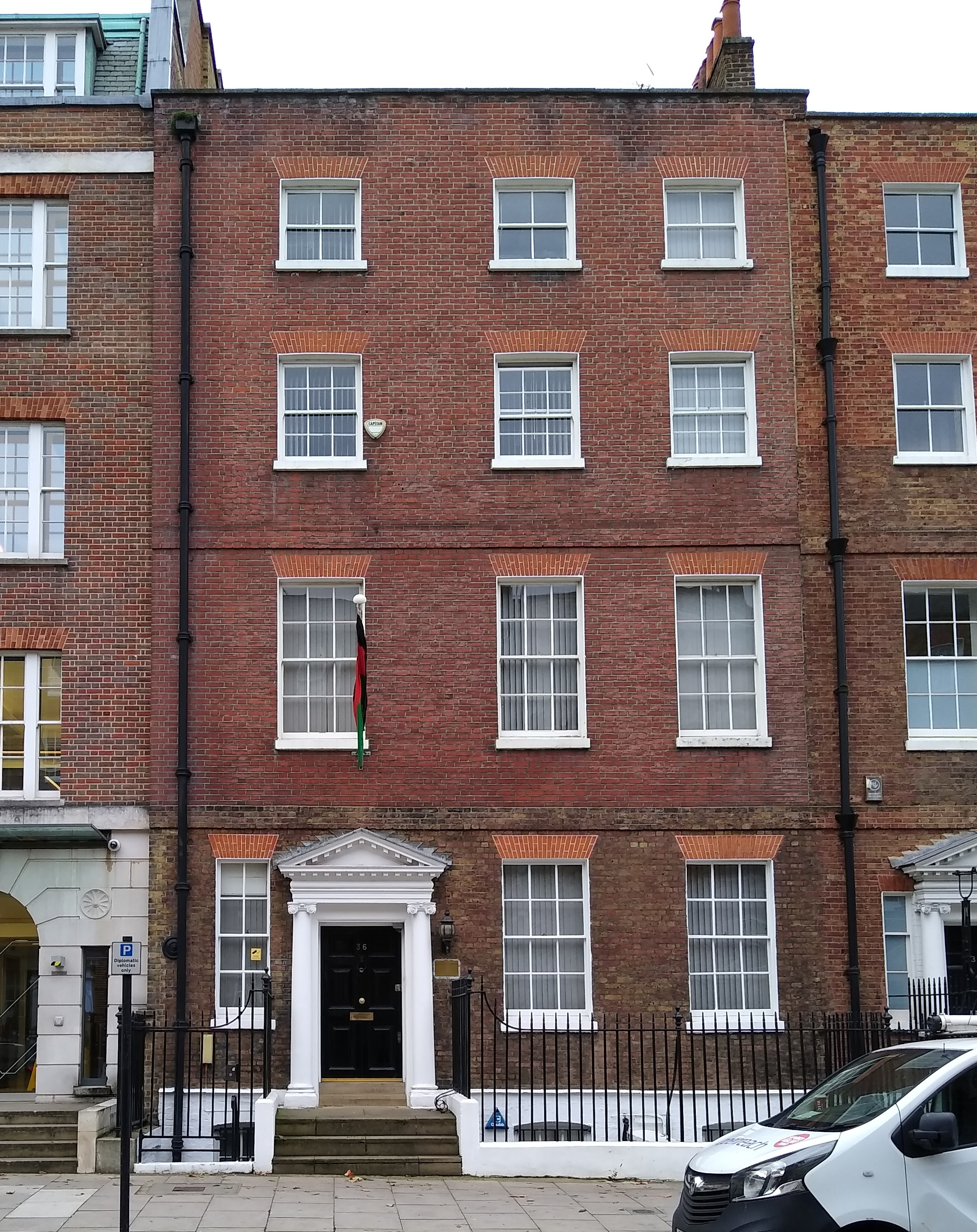
Haut-commissariat à Londres.
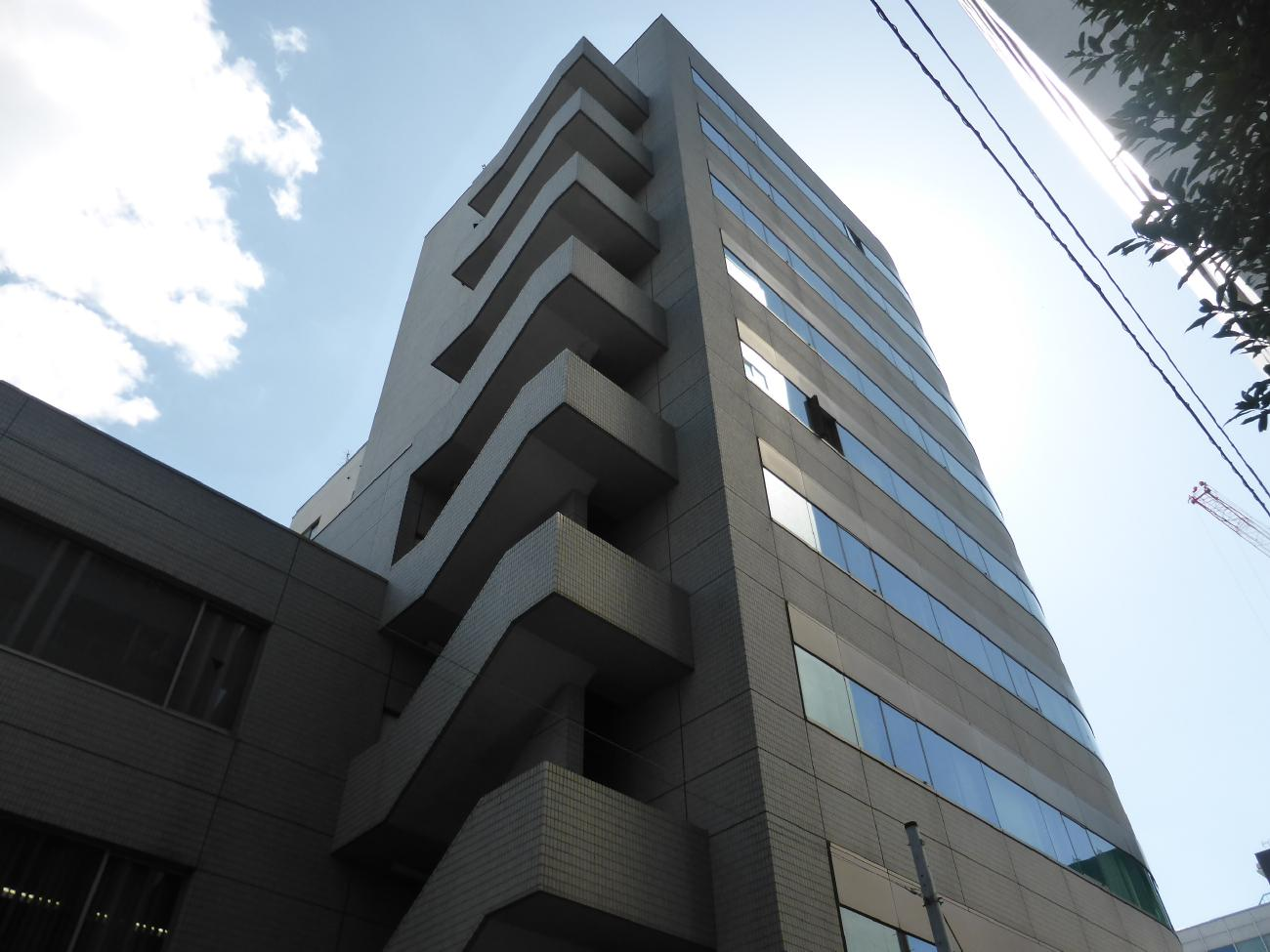
Ambassade à Tokyo.
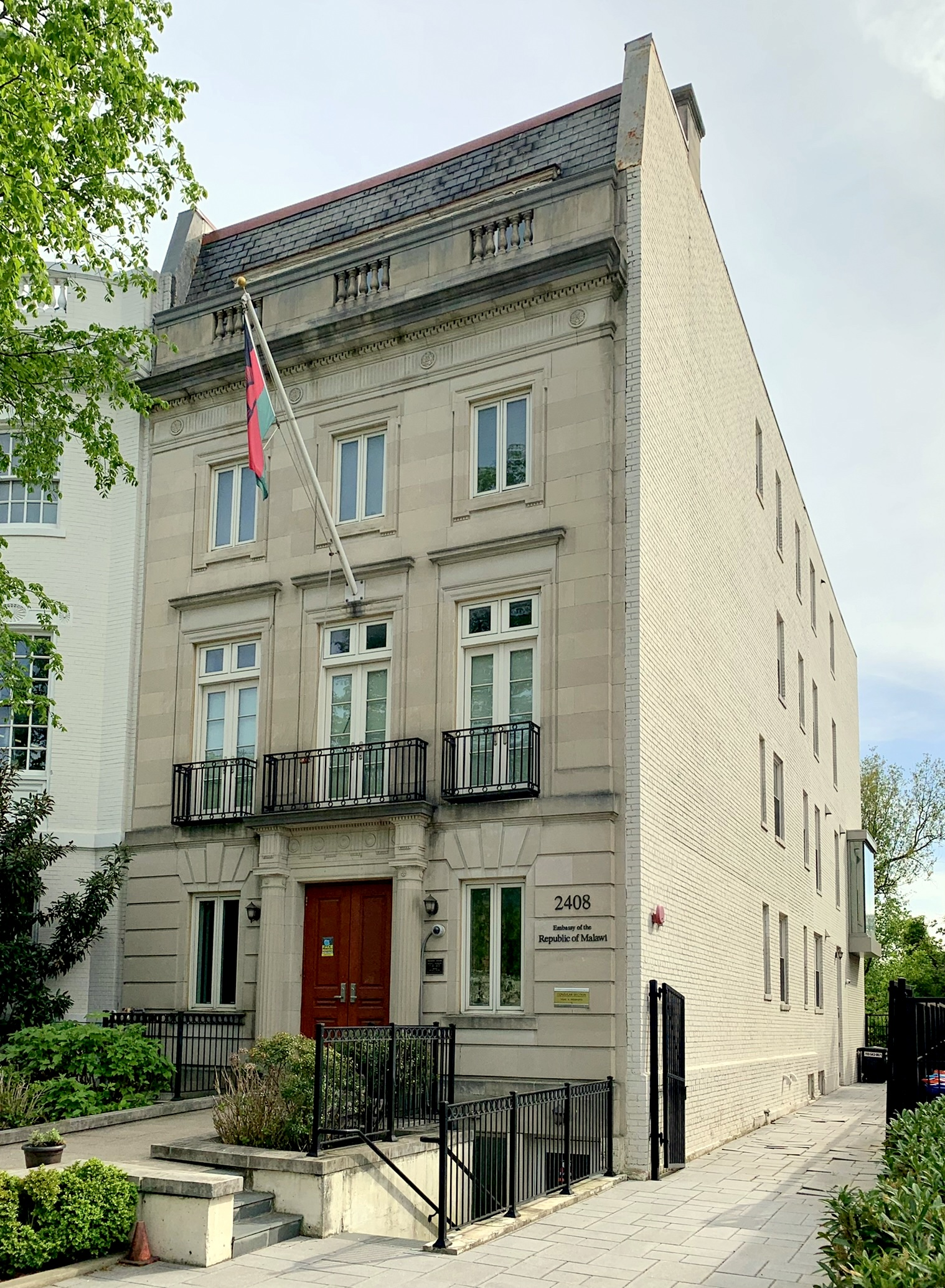
Ambassade à Washington.